# Arn Anderson
Arn Anderson, pseudonimo di Martin Anthony Lunde (Rome, 20 settembre 1958), è un ex wrestler e manager statunitense.
È principalmente ricordato per aver creato, insieme a Ric Flair, Tully Blanchard e il fratello Ole Anderson, la leggendaria stable dei Four Horsemen a metà degli anni ottanta, quando militava nel circuito della National Wrestling Alliance.
È da molti considerato come il miglior wrestler della storia a non aver mai vinto un titolo mondiale.

## Carriera

### Gli esordi (1982–1984)
Martin Lunde intraprese la carriera di lottatore all'inizio del 1982, allenato da Ted Lipscomb (Allen), e passando la maggior parte del tempo a combattere in varie federazioni indipendenti degli Stati Uniti. Alla metà del 1983, entrò nella Southeastern Championship Wrestling, compagnia affiliata alla NWA. Con il ring name di "Super Olympia", Lunde divenne ben presto un membro della stable "Stud Stable" di Ron Fuller. In tag team con Mr. Olimpia (Jerry Stubbs) vinse l'NWA Southeastern Tag Team Championship per tre volte ed un'altra volta ancora in coppia con Pat Rose nel corso del 1984. Fu inoltre in questa federazione che Lunde conobbe e divenne amico di Ric Flair. Alla fine dell'anno, tuttavia, Lunde lasciò la compagnia per trasferirsi nella Mid South Wrestling di Shreveport. Il periodo nella Mid South ebbe fine quando Junk Yard Dog segnalò il suo nome a Bill Watts, capo della Mid South Wrestling. Watts chiamò Jim Crockett e lo convinse a scritturare Lunde.

### National Wrestling Alliance (1984–1988)
Dato che esisteva una forte somiglianza fisica tra Lunde e Ole Anderson, wrestler che aveva acquisito una reputazione leggendaria nella Mid-Atlantic, venne ideata per lui la gimmick di Arn Anderson, nipote di Ole e membro della stable "famigliare" The Minnesota Wrecking Crew. Il team divenne in fretta molto competitivo e riuscì a conquistare il NWA National Tag Team Championship nel marzo del 1985. Arn & Ole difesero i titoli per tutto l'anno, sconfiggendo avversari quali Wahoo McDaniel e Billy Jack Haynes.
Nella seconda metà del 1985, Arn & Ole Anderson formarono un'alleanza con Tully Blanchard e Ric Flair, poiché entrambi avevano nemici comuni. I quattro combatterono spesso insieme, interferendo uno in favore dell'altro a seconda delle occasioni, in svariati incontri dell'epoca. L'alleanza si tramutò in una vera e propria stable heel, impegnata in feud contro personaggi del calibro di Dusty Rhodes, Magnum T.A., Road Warriors e Rock 'n' Roll Express. Arn Anderson inoltre riscosse successo anche come lottatore singolo aggiudicandosi il titolo NWA Television Championship nel gennaio 1986. In contemporanea, Anderson era anche membro del tag team campione di coppia NWA e, sebbene la Jim Crockett Promotions dismise i titoli National Tag nel marzo seguente, il successo di Anderson in entrambe le competizioni elevò il suo status di wrestler. Fu durante questo periodo che Arn e Ole Anderson, Blanchard, e Flair iniziarono a definirsi Four Horsemen con James J. Dillon in qualità di manager del gruppo. Nel frattempo, Anderson continuò il suo regno di NWA Television Champion, detenendo la cintura per ben nove mesi prima di cederla a Dusty Rhodes il 9 settembre 1986.
I primi problemi interni alla stable degli Horsemen ebbero luogo a Starrcade '86 quando Arn e Ole persero uno Steel Cage Match contro i The Rock 'n' Roll Express, dove a venir schienato fu Ole. La storyline successiva mise Ole nella posizione di essere l'anello debole della squadra, forse a causa dell'età avanzata. La situazione di Ole all'interno del gruppo peggiorò ulteriormente due mesi dopo Starrcade. Nel febbraio 1987, gli altri Horsemen lo espulsero dalla stable, iniziando ad assalirlo in diverse occasioni successive nel corso dei mesi seguenti. Ole venne rimpiazzato nel gruppo da Lex Luger e gli Horsemen tornarono a dominare la compagnia.
In qualità di membro degli Horsemen, Anderson continuò ad essere coinvolto in storyline di alto profilo nella federazione. Alla metà del 1987, Anderson e Tully Blanchard iniziarono a lottare regolarmente in coppia. Il duo si scontrò con i Rock 'n' Roll Express per il NWA World Tag Team Championship il 29 settembre 1987 uscendo vincente dalla sfida. Questa vittoria confermò ulteriormente il predominio della stable nella compagnia dato che contemporaneamente Lex Luger era NWA United States Heavyweight Champion e Ric Flair NWA World Heavyweight Champion. Anderson & Tully continuarono a combattere in vari feud per tutto il resto dell'anno, scontrandosi con Road Warriors, Rock 'n' Roll Express, e Midnight Express.
Nel dicembre 1987, Luger uscì dagli Horsemen e si imbarcò in una faida con gli ex compagni. All'inizio del 1988, Luger formò un tag team con Barry Windham e iniziò a sfidare Anderson & Blanchard per i titoli di coppia NWA. Luger & Windham vinsero le cinture il 27 marzo 1988. Il regno da campioni ebbe vita breve, tuttavia, dato che Anderson & Blanchard riconquistarono i titoli meno di un mese dopo quando Barry Windham tradì Luger per unirsi ai Four Horsemen. Sebbene Anderson & Blanchard fossero una delle coppie più celebri della federazione, frequenti erano le discussioni circa i compensi da loro ritenuti non all'altezza. L'ultimo incontro disputato dai due in NWA ebbe luogo il 10 settembre 1988 quando cedettero i titoli NWA World Tag Team Championship ai Midnight Express prima di trasferirsi in WWF.

### World Wrestling Federation (1988–1989)
Anderson & Blanchard lasciarono la Jim Crockett Promotions per entrare nella World Wrestling Federation di Vince McMahon. Il tag team iniziò a farsi chiamare Brain Busters, e prese Bobby "The Brain" Heenan come manager. Il 18 luglio 1989, i Brain Busters sconfissero i Demolition vincendo i titoli di coppia WWF, ponendo fine allo storico regno da campioni dei Demolition durato ben 478 giorni. Anche se ripersero le cinture contro i Demolition solo tre mesi dopo, i Brain Busters continuarono ugualmente ad essere uno dei principali tag team della federazione.

### World Championship Wrestling (1989–2000)
Nel dicembre 1989, Anderson lasciò la WWF per tornare nella NWA. Anche Blanchard avrebbe voluto andare con lui, ma risultò positivo alla cocaina nel corso di un test effettuato in WWF. La compagnia di Jim Crockett si chiamava ora World Championship Wrestling dopo essere stata rilevata dal magnate Ted Turner. Anderson aiutò a riformare gli Horsemen e non tardò ad archiviare nuovi successi nella federazione, vincendo il NWA World Television Championship il 2 gennaio 1990. Arn rimase campione per quasi un anno intero prima di perdere la cintura in favore di Tom Zenk. Il regno di Zenk come campione durò però molto poco, in quanto Arn riconquistò il titolo (nel frattempo rinominato WCW World Television Championship) il 14 gennaio 1991. Il suo terzo regno ebbe fine per mano di "Beautiful" Bobby Eaton il 19 maggio 1991.
Nell'estate del 1991, Anderson formò un tag team con Larry Zbyszko denominato The Enforcers. Dopo aver lottato per diversi mesi, la coppia conquistò i titoli WCW World Tag Team Championship il 2 settembre 1991. Tuttavia non rimasero campioni a lungo, perdendo le cinture circa due mesi dopo per mano di Ricky Steamboat & Dustin Rhodes. Anderson & Zbyszko si separarono poco tempo dopo. Successivamente Anderson fece coppia con Beautiful Bobby Eaton, suo amico di vecchia data nella vita reale. A questo punto, entrambi si ritrovarono membri della stable heel di Paul E. Dangerously chiamata Dangerous Alliance. Anderson & Eaton vinsero i titoli di coppia il 16 gennaio 1992 e difesero le cinture contro vari avversari prima di perderle contro gli Steiner Brothers a maggio.
Nel maggio 1993, Anderson si unì a Ole Anderson e Ric Flair per riformare i Four Horsemen. Gli Horsemen introdussero poi Paul Roma come quarto nuovo membro della stable. Anche se Anderson in coppia con Roma riuscì nuovamente ad aggiudicarsi il titolo WCW World Tag Team Championship in agosto, il nuovo membro non venne mai considerato all'altezza dei suoi predecessori, e il gruppo si sciolse poco tempo dopo.
Anderson rimase in WCW e si unì al gruppo "Stud Stable" formato da Terry Funk, Bunkhouse Buck, Steve Austin e Meng. La Stud Stable lottò aspramente contro Dusty & Dustin Rhodes fino alla fine del 1994, poi Funk se ne andò. All'inizio del 1995, anche Meng lasciò la squadra per entrare nel "Dungeon of Doom", e la stable si sciolse poco tempo dopo.
L'ultimo regno da campione di Arn Anderson iniziò l'8 gennaio 1995 quando vinse per l'ennesima volta il WCW World Television Championship. Anderson aiutò a ristabilire il prestigio della cintura, che detenne per circa sei mesi prima di cederla a The Renegade. Ebbe poi un breve feud con l'amico Flair, venendo assistito nella faida da Brian Pillman. Tutta la storyline portò ad una nuova riunificazione dei Four Horsemen con Flair, Anderson, Pillman, e Chris Benoit in formazione.
Alla fine del 1996, Arn combatteva raramente sul ring preferendo agire dietro le quinte dati i costanti problemi di salute dovuti agli infortuni rimediati in carriera. Il 25 agosto 1997 durante una puntata di WCW Monday Nitro, Anderson annunciò formalmente il suo ritiro dal ring.
Nel 2000, Anderson divenne membro della stable di breve durata Old Age Outlaws. Guidato da Terry Funk, il gruppo di veterani affrontò il New World Order da poco rinato. Nel 2001 la WCW venne acquisita dalla World Wrestling Federation, ponendo fine alla storyline nella quale era coinvolto Anderson.

### World Wrestling Federation / World Wrestling Entertainment / WWE (2001–2019)
Non tanto tempo dopo la chiusura della WCW, Anderson divenne un road agent per la WWF, rinominatasi World Wrestling Entertainment (WWE) nel maggio 2002. Egli apparve occasionalmente in programmi televisivi WWE cercando di, con l'aiuto di altri dirigenti WWE, mettere fine a risse (kayfabe) nei backstage. Prima della storyline WCW/ECW Invasion, Anderson svolse anche l'attività di commentatore telecronista in un match con in palio il WCW World Heavyweight Championship tra Booker T e Buff Bagwell, tra gli altri. Fece un'apparizione a Raw nel 2002 consegnando un video a Triple H prima del suo presunto matrimonio con Stephanie McMahon. Sempre a Raw Anderson fu aggredito da The Undertaker, fatto che portò al match Undertaker vs. Ric Flair a WrestleMania X8. Durante l'incontro interferì in favore di Flair colpendo Undertaker con la sua mossa finale spinebuster. In seguito effettuò un turn heel aiutando Ric Flair nel suo feud con Steve Austin, e nel corso della rivalità, Austin gli urinò (kayfabe) addosso. Svariati mesi dopo, assistette nuovamente Flair nel corso della sua faida con Vince McMahon per il controllo della WWE, ma fu messo fuori combattimento da Brock Lesnar, salito sul ring in aiuto di McMahon.

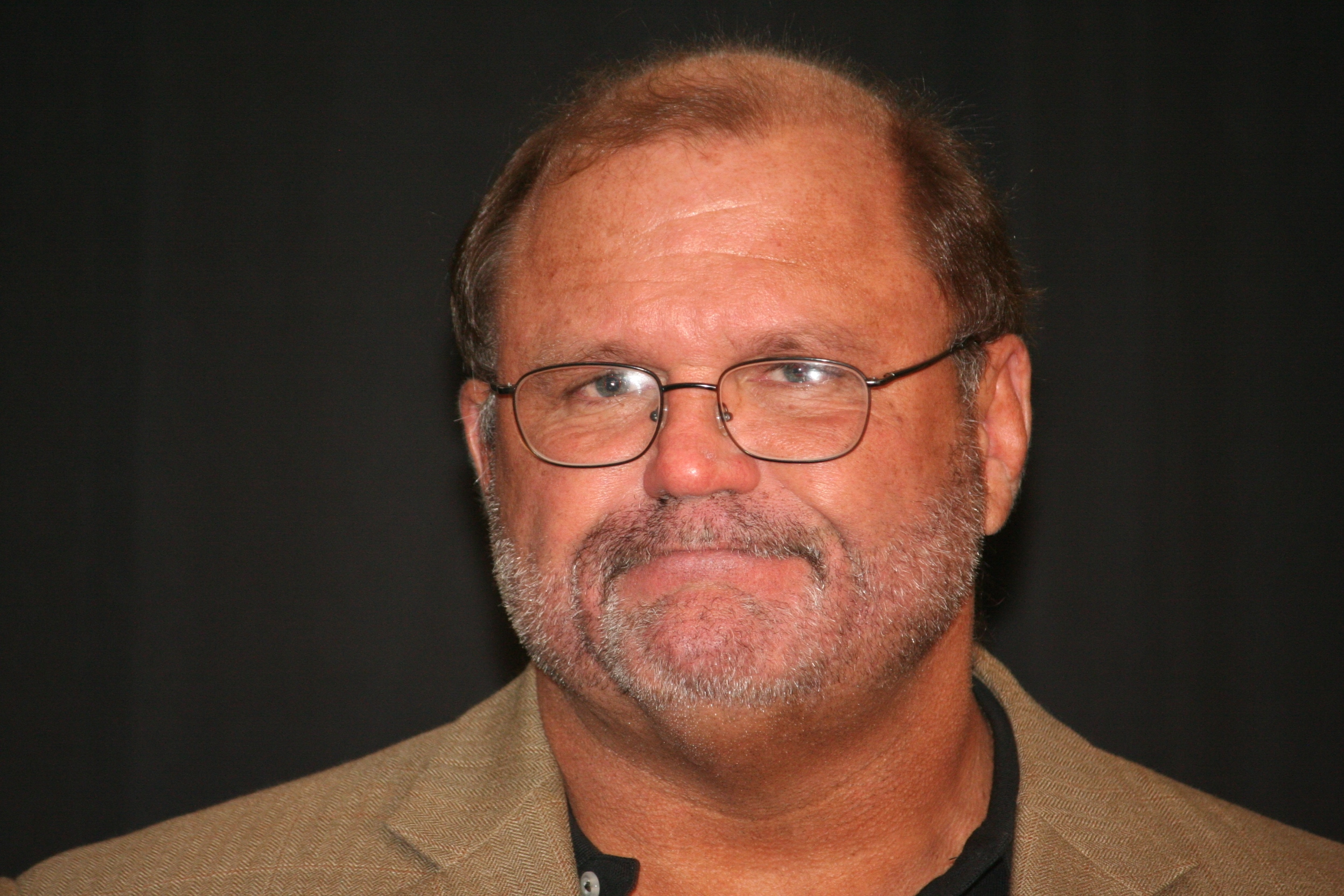
Anderson nell'agosto 2014

Nell'ottobre 2006 fece un'apparizione speciale nello speciale Raw Family Reunion, dove fu nell'angolo di Ric Flair durante il suo match con Mitch della Spirit Squad. All'evento Survivor Series 2006 fu nell'angolo di Flair, Sgt. Slaughter, Dusty Rhodes e Ron Simmons, quando questi affrontarono la Spirit Squad, ma fu espulso dall'arena durante l'incontro. Il 31 marzo 2008 a Raw, Anderson ringraziò Ric Flair per la carriera che gli aveva permesso di fare. Al ppv No Mercy, si congratulò nel backstage con Triple H per la sua difesa del WWE Championship contro Jeff Hardy.
Il 22 febbraio 2019 fu diffusa la notizia che Arn Anderson era stato licenziato dalla WWE.

### All Elite Wrestling (2019–2024)
Il 31 agosto 2019, Anderson fece un'apparizione a sorpresa nel corso dell'evento in ppv All Out della All Elite Wrestling (AEW), assistendo Cody Rhodes nel suo match contro Shawn Spears colpendo Spears con una spinebuster. Il 6 novembre 2019 fu il commentatore ospite a AEW Dark.
Il 30 dicembre 2019 la AEW annunciò che Arn Anderson aveva firmato un contratto con la società come consulente personale e allenatore capo di Cody. Debuttò a AEW Dynamite il 1º gennaio 2020, assistendo Cody nel suo match vittorioso con Darby Allin. Il 3 giugno 2020 Anderson ha annunciato di aver firmato un nuovo contratto pluriennale con la AEW.

## Vita privata
Lunde e la moglie Erin hanno avuto due figli, Barrett Anthony (nato nel 1985) e Brock (nato nel 1997).
Nel 1993, Lunde rimase coinvolto in un brutale accoltellamento svoltosi durante una tournée WCW in Europa. Il 27 ottobre 1993, a Blackburn in Inghilterra, lui e Sid Eudy iniziarono a litigare nel bar di un hotel. Dopo essere stati rimandati nelle proprie camere dalla security dell'albergo, Eudy attaccò Lunde con la gamba di una sedia. Un paio di forbici furono introdotte nella rissa da qualcuno, ed Eudy ricevette quattro coltellate mentre Lunde addirittura una ventina, perdendo molto sangue. La rissa venne fermata dal wrestler 2 Cold Scorpio, al quale in seguito venne riconosciuto il merito di aver salvato la vita a Lunde. In seguito all'incidente, Eudy venne licenziato dalla federazione.
Come affermato nella sua biografia, nel corso di un match del 1994, Arn venne gettato contro le corde del ring che però si ruppero provocando una sua rovinosa caduta fuori dal quadrato, che lui riuscì ad attutire atterrando in piedi. Sei mesi dopo, accadde nuovamente lo stesso episodio, ma questa volta Anderson cadde al suolo battendo violentemente testa, collo, e schiena. Non ebbe il tempo di curarsi del tutto all'epoca. Con il passare del tempo, l'infortunio peggiorò. Anderson afferma che il primo segnale dei problemi a venire si ebbe durante un incontro, quando il suo braccio sinistro divenne all'improvviso insensibile. Dopo aver consultato un chiropratico, ed altri medici, il danno fu ritenuto più grave del previsto e Lunde dovette sottoporsi ad un intervento chirurgico per recuperare la piena funzionalità dell'arto. L'operazione ebbe luogo ad Atlanta nel 1996.

## Personaggio

### Mosse finali
- Flowing DDT
- Spinning spinebuster

### Soprannomi
- "Double A"
- "Enforcer"

## Titoli e riconoscimenti
- National Wrestling Alliance
  - NWA World Tag Team Championship – con Paul Roma
  - NWA National Tag Team Championship (1)[12] – con Ole Anderson
  - NWA Southeastern Tag Team Championship (4)[13] – con Jerry Stubbs (3) e Pat Rose (1)
- Pro Wrestling Illustrated
  - Tag Team of the Year – con Tully Blanchard (1989)
  - Tag Team of the Year – con Larry Zbyszko (1991)
  - 9º tra i 500 migliori wrestler singoli nella PWI 500 (1991)
- World Championship Wrestling
  - WCW World Television Championship (4)[14]
  - WCW World Tag Team Championship (5)[15] – con Tully Blanchard (2), Bobby Eaton (1), Larry Zbyszko (1) e Paul Roma (1)
- World Wrestling Federation
  - WWF World Tag Team Championship (1) – con Tully Blanchard
  - Hall of Fame (2012) – Four Horsemen
- Wrestling Observer Newsletter
  - Best on Interviews (1990)